# Cao Minh, Phật Sơn
Cao Minh (tiếng Trung: 高明区, Hán Việt: Cao Minh khu) là một quận của địa cấp thị Phật Sơn (佛山市), tỉnh Quảng Đông, Cộng hòa Nhân dân Trung Hoa.